# Titan Souls
Titan Souls é um jogo eletrônico de ação e aventura desenvolvido pelo estúdio britânico Acid Nerve e publicado pela Devolver Digital, lançado primeiramente em 14 de abril de 2015.

## Jogabilidade
Titan Souls é um jogo de ação e aventura com elementos estratégicos, de mundo aberto, gráficos em 2D e perspectiva de cima para baixo, onde o jogador possui apenas uma flecha e morre ao ser atingido apenas uma vez. O objetivo é derrotar dezenove monstros gigantes conhecidos como Titãs que, assim como o jogador, morrem após um único acerto, mas possuem maneiras específicas de serem derrotados. Durante a luta, o jogador deve descobrir como cada inimigo se comporta e, consequentemente, com derrotá-lo. A dificuldade é que a única flecha deve ser carregada para ser atirada e depois recuperada para um segundo uso; além disso, todas as ações só podem ser realizadas quando o jogador está parado, tornando-o um alvo fácil para os Titãs.

## Desenvolvimento
Jogos como Dark Souls, Shadow of the Colossus e The Legend of Zelda foram inspirações durante o desenvolvimento de Titan Souls. O jogo foi originalmente criado para a game jam Ludum Dare #28 como TITAN SOULS, submetido pelo usuário Claw. O jogo ficou em primeiro lugar em três categorias competitivas no evento. Em seis meses, o jogo foi readaptado do Adobe Flash para seu novo motor, melhorando seus gráficos e desempenho, adicionando uma nova trilha sonora e expandindo o jogo de três para dezesseis titãs. Em junho de 2014, Titan Souls foi exibido na E3 2014, revelando que o jogo seria publicado pela Devolver Digital. Depois da E3, o jogo foi expandido ainda mais com três novos titãs e um enredo. Em 25 de março de 2015, a Devolver Digital revelou que Titan Souls seria lançado em 14 de abril de 2015. Em 2 de abril de 2015, o protótipo da game jam foi recriado no novo motor de jogo, com melhores gráficos, trilha sonora e chefões, e disponibilizado como uma demo antes do lançamento completo do jogo. Versões do jogo para PlayStation 4 e PlayStation Vita foram desenvolvidas pela Abstraction Games, e lançadas em 14 de abril de 2015. A Abstraction Games mais tarde anunciou que uma versão para Android estava em desenvolvimento, e esta foi lançada em 30 de junho de 2015.

## Recepção
Titan Souls recebeu críticas "mistas ou medianas" de acordo com o agregador de críticas Metacritic, com uma nota média de 74, 73 e 74 em suas versões para Windows, PlayStation 4 e PlayStation Vita, respectivamente.
Tim Turi da Game Informer deu ao jogo uma nota de 8.5/10, elogiando os controles simples e a grande variedade de chefões incluídos, bem como o grande valor de replay, a atmosfera e design de cenários cativante e os desafios adicionais para expandir a longevidade do jogo. Ele também elogiou a música do jogo, descrevendo-a como "um esperto contraste com as faixas frenéticas dos chefões." Entretanto, ele notou que paciência é necessária para aproveitar o jogo, já que o jogador morrerá muito frequentemente durante o jogo. Ele resumiu a crítica dizendo que o jogo conta com "batalhas no estilo de Zelda contra uma grande gama de chefões como em Shadow of the Colossus."
Tom Orry da VideoGamer.com deu ao jogo uma nota de 8/10, elogiando os visuais do jogo, suas batalhas desafiadoras, sua jogabilidade e o foco do jogo na habilidade do jogador. Entretanto, ele notou que o jogo pode ser frustrante e que a exploração e mundo limitados e a falta de uma opção de respawn imediato prejudicaram o jogo.
Brandin Tyrrel da IGN deu ao jogo uma nota de 8/10, elogiando o sistema de checkpoints do jogo, que impede que o mesmo se torne entediante, bem como o estilo de arte em 16-bits, controles responsivos e batalhas criativas. Ele criticou o jogo por ter um design de cenários pouco criativo e por carecer de randomização, diminuindo o fator replay.
Arthur Gies da Polygon escreveu uma análise majoritariamente negativa do jogo, descrevendo as batalhas como anticlimáticas e criticando o mundo vazio do jogo, bem com seus quebra-cabeças básicos e controles simples demais. Ele também reprovou as batalhas contra os chefões do jogo por encorajarem um padrão repetitivo para derrotá-los.
O jogo recebeu análises negativas em massa de usuários em abril de 2015 por apoiadores do Youtuber John "TotalBiscuit" Bain depois do artista do jogo, Andrew Gleeson, zombar de uma declaração de Bain que dizia que o jogo "absolutamente não era para ele". Bain, em um podcast que se seguiu, afirmou que o desenvolvedor "estava atrás dele", levando vários de seus seguidores a publicarem análises negativas do jogo na Steam, apesar de Bain mais tarde expressar que não apoiava esse comportamento.